# Molly's Life
Pour plus de détails, voir Fiche technique et Distribution.
Molly's Life est une série de films pornographiques américaine produite par Muffia, distribuée par Pulse Distribution et sortie depuis 2009.
En 2012, Molly's Life 8 a été nommé en tant que Best All-Girl Release aux AVN Awards.
Tandis qu'en 2013, c'est toute la série qui a été nommée aux AVN Awards en tant que Best All-Girl Series.
La série décrit les jeux saphiques de Molly Cavalli avec de nombreuses partenaires différentes, plus de 140 en 25 éditions, 
dont plusieurs fois avec des lesbiennes confirmées comme Sammie Rhodes, Lana Lopez, Celeste Star ou Mia Presley. Les scènes démarrent aussi bien dans la rue, qu'à la piscine, qu'au salon ou qu'au bureau.

## Liste des films

### Molly's Lifede 01 à 10
- Molly's Life 1 (2009 - 164 min)
  - scène 1 : Molly Cavalli, Lana Lopez et Mia Presley
  - scène 2 : Molly Cavalli, Eva Ellington, Jamie Lynn et Lana Lopez
  - scène 3 : Molly Cavalli et Alessandria Love
  - scène 4 : Molly Cavalli et Devi Emmerson
  - scène 5 : Molly Cavalli, Chloe J. et Marlie Moore
  - scène 6 : Molly Cavalli

- Molly's Life 2 (2009 - 173 min)
  - scène 1 :Molly Cavalli et Gracie Glam
  - scène 2 : Molly Cavalli et Katie Kayne
  - scène 3 : Molly Cavalli, Ashley Jane et Eva Ellington
  - scène 4 : Molly Cavalli et Georgia Jones
  - scène 5 : Molly Cavalli, Alyssa Reece et Celeste Star
  - scène 6 : Molly Cavalli et Jana Jordan

- Molly's Life 3 (2009 - 215 min)
  - scène 1 : Molly Cavalli et Melissa Jacobs
  - scène 2 : Molly Cavalli et Sophia Santi
  - scène 3 : Molly Cavalli et Taylor Vixen
  - scène 4 : Molly Cavalli et Mulani Rivera
  - scène 5 : Molly Cavalli et Piper Fontaine
  - scène 6 : Molly Cavalli et une fille

- Molly's Life 4 (2010 - 227 min)
  - scène 1 : Molly Cavalli et une fille
  - scène 2 : Molly Cavalli et Madelyn Marie
  - scène 3 : Molly Cavalli et Brynn Tyler
  - scène 4 : Molly Cavalli et Halie James
  - scène 5 : Molly Cavalli et une fille
  - scène 6 : Molly Cavalli et une fille

- Molly's Life 5 (2010 - 180 min)
  - scène 1 : Molly Cavalli et Nikki Brooks
  - scène 2 : Molly Cavalli et Jazy Berlin
  - scène 3 : Molly Cavalli et Adrianna Milano
  - scène 4 : Molly Cavalli et Lexi Diamond
  - scène 5 : Molly Cavalli et Capri Anderson
  - scène 6 : Molly Cavalli et Lux Kassidy

- Molly's Life 6 (2010 - 178 min)
  - scène 1 : Molly Cavalli et Veronica Ricci
  - scène 2 : Molly Cavalli et Breanne Benson
  - scène 3 : Molly Cavalli et Chloe J.
  - scène 4 : Molly Cavalli et Dylan Riley
  - scène 5 : Molly Cavalli et Isis Taylor
  - scène 6 : Molly Cavalli et une fille

- Molly's Life 7 (2010 - 212 min)
  - scène 1 : Molly Cavalli, Lana Lopez et Mia Presley
  - scène 2 : Molly Cavalli et Prinzzess
  - scène 3 : Molly Cavalli et Lisa Lee
  - scène 4 : Molly Cavalli et Nikki Anne
  - scène 5 : Molly Cavalli et Annabelle Lee
  - scène 6 : Molly Cavalli et April O'Neil

- Molly's Life 8 (2011 - 217 min)
  - scène 1 : Molly Cavalli et Kacey Jordan
  - scène 2 : Molly Cavalli et Kaylyn Ross
  - scène 3 : Molly Cavalli et Renna Ryann
  - scène 4 : Molly Cavalli et Kiara Diane
  - scène 5 : Molly Cavalli et India Summer
  - scène 6 : Molly Cavalli et Keira Fox

- Molly's Life 9 (2011 - 215 min)
  - scène 1 : Molly Cavalli et Franziska Facella
  - scène 2 : Molly Cavalli, Lexi Stone et Sammie Rhodes
  - scène 3 : Molly Cavalli et Cindy Jones
  - scène 4 : Molly Cavalli et J.C. Simpson
  - scène 5 : Molly Cavalli et A.J. Estrada
  - scène 6 : Molly Cavalli et Givrilla

- Molly's Life 10 (2011 - 230 min)
  - scène 1 : Molly Cavalli et une fille
  - scène 2 : Molly Cavalli, Jessie Andrews et Megan Foxx
  - scène 3 : Molly Cavalli et Sammie Rhodes
  - scène 4 : Molly Cavalli et Cali Lakai
  - scène 5 : Molly Cavalli et Avy Scott
  - scène 6 : Molly Cavalli et Angelica Saige

### Molly's Lifede 11 à 20
- Molly's Life 11 (2011 - 223 min)
  - scène 1 : Molly Cavalli et Kali Michaels
  - scène 2 : Molly Cavalli, Emma Mae et Lexi Ward
  - scène 3 : Molly Cavalli et Teagan Summers
  - scène 4 : Molly Cavalli et Izy-Bella Blue
  - scène 5 : Molly Cavalli et Sunni Mayweather
  - scène 6 : Molly Cavalli et Kortney Kane

- Molly's Life 12 (2011 - 214 min)
  - scène 1 :Molly Cavalli et Jessica Bangkok
  - scène 2 : Molly Cavalli et Esmi Lee
  - scène 3 : Molly Cavalli et Kim Kennedy
  - scène 4 : Molly Cavalli et Jana Cova
  - scène 5 : Molly Cavalli et Sabrina Maree
  - scène 6 : Molly Cavalli et Noelle Aurelia

- Molly's Life 13 (2012 - 211 min)
  - scène 1 : Molly Cavalli et Capri Cavalli
  - scène 2 : Molly Cavalli et Stephani Moretti
  - scène 3 : Molly Cavalli et Tasha Reign
  - scène 4 : Molly Cavalli et Brooklyn Jade
  - scène 5 : Molly Cavalli et Dayna Vendetta
  - scène 6 : Molly Cavalli et Shyla Jennings

- Molly's Life 14 (2012 - 207 min)
  - scène 1 : Molly Cavalli et Jenna Presley
  - scène 2 : Molly Cavalli et Nikkie Johnson
  - scène 3 : Molly Cavalli et Gigi Rivera
  - scène 4 : Molly Cavalli et Cici Sweet
  - scène 5 : Molly Cavalli et Eden Adams
  - scène 6 : Molly Cavalli et Natalie Vegas

- Molly's Life 15 (2012 - 196 min)
  - scène 1 : Molly Cavalli et Allie Haze
  - scène 2 : Molly Cavalli et Sophia Jade
  - scène 3 : Molly Cavalli et Lizzie Tucker
  - scène 4 : Molly Cavalli et Sinn Sage
  - scène 5 : Molly Cavalli et Jayden Pierson
  - scène 6 : Molly Cavalli et Vanessa Cage

- Molly's Life 16 (2012 - 209 min)
  - scène 1 : Molly Cavalli et Amia Miley
  - scène 2 : Molly Cavalli et une fille
  - scène 3 : Molly Cavalli et Natalia Rogue
  - scène 4 : Molly Cavalli et Jessica Lynn
  - scène 5 : Molly Cavalli et Megan Loxx
  - scène 6 : Molly Cavalli et Dani Daniels

- Molly's Life 17 (2012 - 196 min)
  - scène 1 : Molly Cavalli et Asa Akira
  - scène 2 : Molly Cavalli et Eufrat
  - scène 3 : Molly Cavalli et Marie McCray
  - scène 4 : Molly Cavalli et Cammie Fox
  - scène 5 : Molly Cavalli et Givrilla
  - scène 6 : Molly Cavalli, Phoenix Marie et Sarah Vandella

- Molly's Life 18 (2012 - 215 min)
  - scène 1 : Molly Cavalli et April O'Neil
  - scène 2 : Molly Cavalli et Breanne Benson
  - scène 3 : Molly Cavalli et Lily Carter
  - scène 4 : Molly Cavalli et Katie Jordin
  - scène 5 : Molly Cavalli et Hayden Winters
  - scène 6 : Molly Cavalli et Sammie Rhodes

- Molly's Life 19 (2012 - 180 min)
  - scène 1 : Molly Cavalli et Brett Rossi
  - scène 2 : Molly Cavalli et Savannah Paige
  - scène 3 : Molly Cavalli et Aubreigh Lynne
  - scène 4 : Molly Cavalli et Nikki Dash
  - scène 5 : Molly Cavalli et Summer Brielle Taylor
  - scène 6 : Molly Cavalli et Nina James

- Molly's Life 20 (2013 - 178 min)
  - scène 1 : Molly Cavalli et Alexis Texas
  - scène 2 : Molly Cavalli, Dani Daniels et Shyla Jennings
  - scène 3 : Molly Cavalli, Celeste Star et Sammie Rhodes
  - scène 4 : Molly Cavalli et Spencer Scott
  - scène 5 : Molly Cavalli et Emmanuelle London

### Molly's Lifede 21 à 25
- Molly's Life 21 (2013 - 196 min)
  - scène 1 : Molly Cavalli et Nikki Daniels
  - scène 2 : Molly Cavalli et Jayden Cole
  - scène 3 : Molly Cavalli et Britney Amber
  - scène 4 : Molly Cavalli et Melina Mason
  - scène 5 : Molly Cavalli et Rachel Roxxx
  - scène 6 : Molly Cavalli et Alexis Ford

- Molly's Life 22 (2014 - 190 min)
  - scène 1 : Molly Cavalli et Chanel Preston
  - scène 2 : Molly Cavalli et Courtney Cummz
  - scène 3 : Molly Cavalli et Alexis Ford
  - scène 4 : Molly Cavalli et Charmane Star
  - scène 5 : Molly Cavalli et Valerie Kay
  - scène 6 : Molly Cavalli et Kelly Divine

- Molly's Life 23 (2014 - 192 min)
  - scène 1 : Molly Cavalli et Cherie DeVille
  - scène 2 : Molly Cavalli et Macy Cartel
  - scène 3 : Molly Cavalli et Katsuni
  - scène 4 : Molly Cavalli et Skarlit Knight
  - scène 5 : Molly Cavalli et Vanessa Veracruz
  - scène 6 : Molly Cavalli et Katie Banks

- Molly's Life 24 (2014 - 193 min)
  - scène 1 : Molly Cavalli et Elle Alexandra
  - scène 2 : Molly Cavalli et Lily Love
  - scène 3 : Molly Cavalli et Karmen Koxx
  - scène 4 : Molly Cavalli et Anikka Albrite
  - scène 5 : Molly Cavalli et Esmi Lee
  - scène 6 : Molly Cavalli et Tanner Cruz

- Molly's Life 25 (2014 - 180 min)
  - scène 1 : Molly Cavalli et Mila Gabor
  - scène 2 : Molly Cavalli et Jessie Rogers
  - scène 3 : Molly Cavalli et Lexi Belle
  - scène 4 : Molly Cavalli et Miko Sinz
  - scène 5 : Molly Cavalli et Malena Morgan
  - scène 6 : Molly Cavalli et Andi Sky

## Distinctions
Nominations
- 2012 AVN Award - Best All-Girl Release - Molly's Life 8
- 2013 AVN Award - Best All-Girl Series - Molly's Life